# Волчёвка (приток Баранчи)
Волчёвка — река в России, протекает по Свердловской области. Устье реки находится в 7,3 км по правому берегу реки Баранчи. Длина реки составляет 15 км. На берегу находится посёлок Волчёвка.

## Данные водного реестра
По данным государственного водного реестра России, Волчёвка относится к Иртышскому бассейновому округу, водохозяйственный участок реки — Тагил от города Нижнего Тагила и до устья, речной подбассейн реки — Тобол. Речной бассейн реки — Иртыш.
Код объекта в государственном водном реестре — 14010501512111200005354.